# Coralloderma
Coralloderma is een geslacht in de orde Polyporales. De typesoort is Coralloderma acroleucum. De familie is nog niet met zekerheid bepaald (incertae sedis).

## Soorten
Volgens Index Fungorum telt het geslacht drie soorten (peildatum mei 2022):
| Soortnaam               | Auteur(s)               | Publicatiejaar |
| ----------------------- | ----------------------- | -------------- |
| Coralloderma acroleucum | (Pat.) D.A. Reid        | 1965           |
| Coralloderma guzmanii   | A.L. Welden             | 1993           |
| Coralloderma nigripes   | (D.A. Reid) A.L. Welden | 2010           |